# Menir de Aspradantes
O Menir de Aspadrantes é um monumento pré-histórico na freguesia de Vila do Bispo e Raposeira, no município de Vila do Bispo, na região do Algarve, no Sul de Portugal.
Foi classificado como Imóvel de Interesse Público em 1992.

## Descrição e história
O monumento situa-se nas imediações da povoação de Hortas do Tabual, na antiga freguesia da Raposeira. Está implantado no alto de uma dobra de terreno, a cerca de 95 m de altura, junto da Ribeira de Vale Pocilgão, a cerca de dois quilómetros da costa. Nas imediações situa-se a povoação de Hortas do Tabula 
Consiste num menir erecto, de forma subcilíndrica, esculpido em calcário branco da região. Mede cerca de dois metros de altura a partir do solo, embora originalmente fosse mais alto, uma vez que a parte superior foi amputada, e tem cerca de 1.25 por 0,63 m nos dois eixos de maior espessura. Está muito fracturado nos volumes mesial e distal. Faz parte de um alinhamento no sentido de Noroeste para Sudeste, em conjunto com três monólitos, tendo cada um cerca de um metro de altura. O primeiro está situado a 7,25 m do menir, e é de forma globular achatada, sendo de destacar a presença de pequenas covas na sua superfície superior. O segundo localiza-se a cerca de 4,20 m do primeiro, e o terceiro a uma distância similar.
Foi provavelmente erguido há cerca de cinco mil anos atrás, durante o período neo-calcolítico, embora alguns investigadores tenham apontado uma cronologia muito mais antiga para a sua implantação. Foi alvo de trabalhos arqueológicos em 1987, no âmbito do programa de Levantamento Arqueológico do Algarve, e em 1989, como parte do programa de Levantamento Arqueológico da Área de Paisagem Protegida do Sudoeste Alentejano e Costa Vicentina.
Foi novamente investigado entre Junho e Julho de 2025, como parte do programa internacional Megalithic Origins: the emergence of monumentality in Neolithic Western Europe, que tinha como finalidade estudar os monumentos megalíticos na Europa Ocidental, no sentido de compreender melhor os vários processos socioculturais associados à implantação destas estruturas. O programa internacional era liderado por Marta Diaz-Guardamino, da Universidade de Durham, enquanto que a equipa portuguesa foi coordenada por Mário Varela Gomes, da Universidade Nova de Lisboa, e conta com os arqueólogos Ricardo Soares Ramiro Santos, do Museu Municipal de Vila do Bispo. No caso do menir de Aspradantes, procurou-se investigar a estrutura em que foi implantado, a causa do profundo corte do qual foi alvo, e recolher amostras de sedimentos na plataforma de implantação e da metade que ficou tombada, quando se deu a tentativa de destruir o monumento. Estas amostras iriam depois ser estudadas no laboratório da Universidade de Durham, no Reino Unido, por meio de um processo de estimulação optica por luminescência, que iria permitir identificar melhor as datas de fundação e de destruição parcial. Foram igualmente investigados dois outros monólitos situados numa cumeada a curta distância, que foram identificados como fragmentos de um segundo menir, que foi destruído e deslocado do seu ponto original, estando provavelmente associado com o monumento de Aspradantes.
Segundo o arqueólogo Ricardo Soares, «os dados preliminares desta pioneira e inédita campanha arqueológica no menir de Aspradantas são bastante positivos e muito promissores para a compreensão do fenómeno megalítico europeu, que, como se espera confirmar, terá tido nas paisagens pré-históricas de Vila do Bispo as suas primeiras manifestações monumentais».

## Leitura recomendada
- VICENTE, Eduardo Prescott; MARTINS, Adolfo António da Silveira (1979). «Menires de Portugal». Ethnos (8). Lisboa. p. 107-138